# Castillo de Sobroso
El castillo de Sobroso es una fortaleza medieval situada en Villasobroso, en el municipio de Mondariz (Pontevedra, España).
En 1117, Urraca I fue cercada en este castillo por los partidarios de su hijo y su hermana Teresa de León, pero consiguió escapar y volver a Compostela, tal y como se relata en la Historia compostelana.
Fue prácticamente destruido en el 1467 durante las Guerras Irmandiñas y posteriormente reconstruido en el siglo XV por Pedro Madruga. Paulatinamente su importancia estratégica se fue reduciendo y a partir del siglo XVII quedó abandonado, arruinándose con el paso de los años. En 1923 es adquirido por Alejo Carrera Muñoz, un vecino de Villasobroso, que se dedica a la restauración de este monumento. Posteriormente el ayuntamiento de Puenteareas lo compró en 1981 a sus herederos para terminar de restaurarlo y crear en él un museo histórico y etnográfico de la comarca del Condado.
Actualmente es la sede del Centro de Recuperación e Difusión da Cultura Popular del municipio de Puenteareas, en el que desde el año 1998 se mantienen varias exposiciones sobre oficios tradicionales como los de cestero o zoquero, sobre el proceso tradicional de confección del lino, y una colección de trajes regionales de la zona sur de la provincia de Pontevedra.

## Situación
Se sitúa dentro del término de la entidad local menor de Villasobroso, en el municipio de Mondariz, junto a la carretera Vigo-Orense (N-120, km-637), perteneciente a la comarca del Condado. Se sitúa en la cumbre de la colina de Landín, la más elevada de Villasobroso, dominando el valle y pudiéndose divisar más de cincuenta pueblos de Galicia antes de la frontera con Portugal. Es el kilómetro cero, de una las más antiguas comarcas naturales del sur de Galicia, en este territorio se ha originado el Señorío de su nombre y posterior centro de poder feudal. Gracias a su situación estratégica, su papel defensivo y militar fue preponderante durante la Edad Media para el sur de la provincia de Pontevedra; su pueblo y fortaleza son conocidos con el sobrenombre de la llave fuerte del antiguo Reino de Galicia. Además, este castillo es la seña de identidad propia de Villasobroso, como así lo recoge uno de los cuarteles del escudo tradicional que, junto con un alcornoque, representa a la entidad local menor.

## Historia

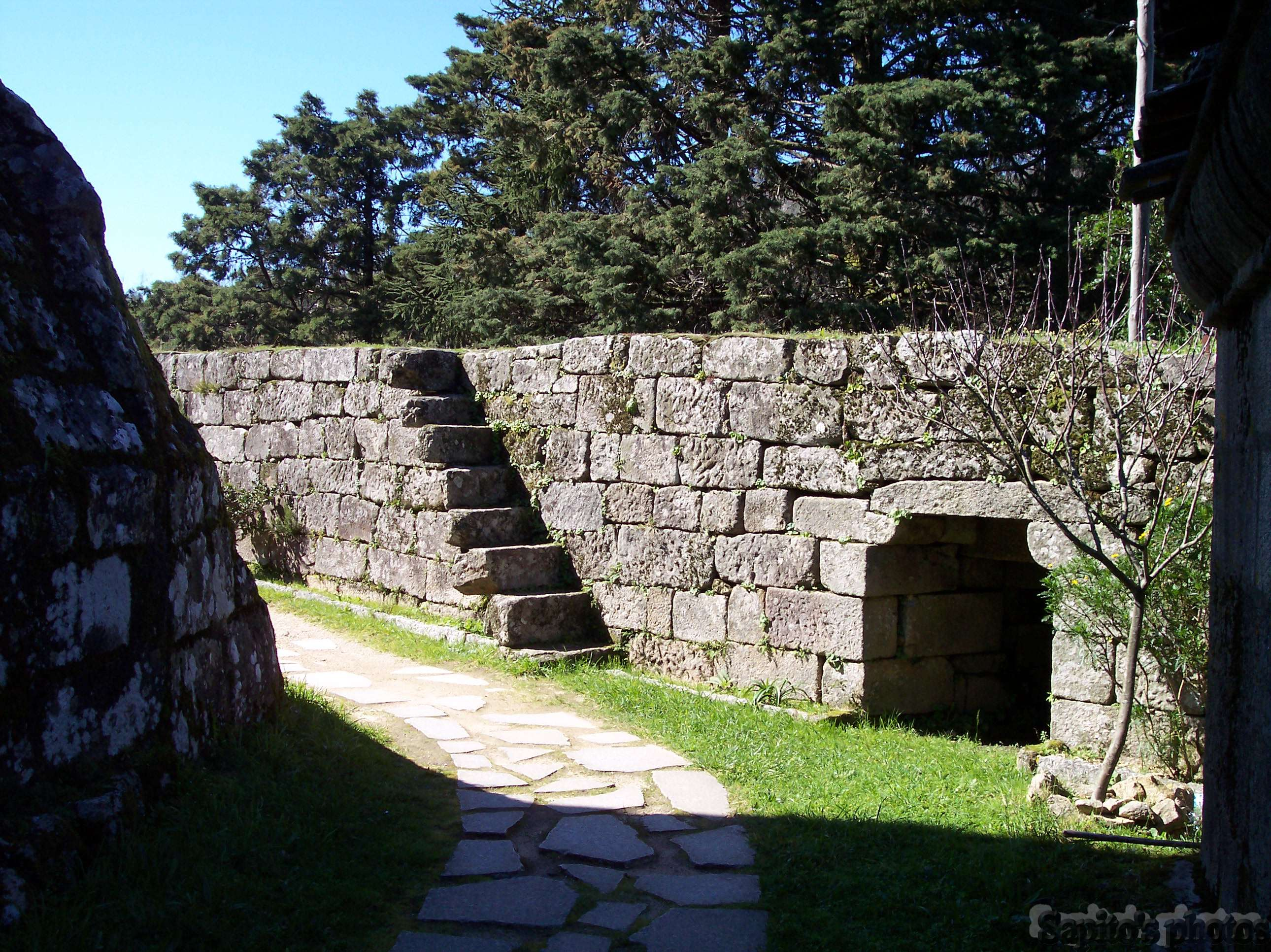
Ronda de la muralla.

Se enclava en un lugar donde históricamente ha habido gran cantidad de alcornoques, en el lugar de un castro prerromano. Los orígenes del castillo se remontan posiblemente a la época de la expansión cristiana hacia el sur de la península ibérica, aunque la primera referencia sobre el castillo no se encuentra hasta el siglo X, cuando el rey Bermudo II se refugia en la fortaleza durante la batalla de Portela Arenaria el año 983, entre sus tropas y las de Ramiro II de León. En tiempos de Alfonso V fue conquistado y saqueado por Almanzor. Villasobroso aparece por primera vez documentalmente citada bajo el título de Villa San Martini de Portela Subcastelo de Suveroso en 1170, en una escritura de donación real de Fernando II de León al obispo de Tuy. Por otro lado, algunos historiadores[¿quién?] hacen mención a otra escritura de la reina Doña Urraca del año 1112, donde dice que al pie del castillo había, entre otras, una villa denominada Salaín. Si nos basamos en la etimología de esta palabra (Salaín, Saliñán, saliñáns) podría ser el asentamiento primitivo de los primeros pobladores o el origen del pueblo de Villasobroso, donde hoy todavía existe un barrio que se denomina Saniñáns, limítrofe con otro que se denomina Vila Queimada, en el cual se conserva una fuente, conocida como Fonte da Vila. También en el entorno de estos lugares se encuentra el castro de Chans, catalogado pero nunca estudiado ni examinado por personal especializado y docto en la materia, aunque a simple vista se pueden encontrar restos arqueológicos, de las viviendas que poblaron el lugar en épocas pretéritas y también se hallan múltiples trozos de cerámica que prueban la antigüedad y el origen castreño de esta población.
Así diferentes historiadores retrasan su construcción a los siglos IX, X y XI. Desde entonces se convirtió en un importante baluarte del sur de Galicia durante el medievo.
Por sus estancias pasó la reina Urraca, su hijo el rey Alfonso VII (que fue coronado en este castillo), y los Sobroso, familia propietaria del castillo, emparentados con el rey Alfonso IX. En el año 1117 doña Urraca, tras su segundo matrimonio con Alfonso I de Aragón, fue cercada por el ejército de los partidarios de su hijo. Asediada por el conde de Traba y Teresa de Portugal, la reina supuestamente huyó por un pasadizo que la llevó hasta la ribera del Tea exiliándose a León, donde comenzó las negociaciones con el obispo Diego Gelmírez, hechos estos narrados en la Historia compostelana.
En el año 1190 el rey Fernando II nombra tenens del castillo a Pedro Muñiz. También aquí se celebró la boda del rey de Portugal, Dinis I, con Isabel, hija de Pedro III de Aragón, más tarde canonizada como santa Isabel de Portugal. En el año 1275, María Alfonso, siendo monja en el convento de Tábara, dio su parte del castillo al Abad Gómez Fernández que regía el monasterio de Melón. En el año 1368 el castillo es posesión de Don Álvaro Pires de Castro, hermano de Inés de Castro, representante en Galicia de Pedro I de Castilla, el Cruel, que después del triunfo de Enrique II se ve obligado a refugiarse en Portugal, donde recibe en nombre del rey Fernando I de Portugal los condados de Arraiolos y de Viana de Foz de Lima. La fortaleza le fue otorgada a Pedro Ruiz Sarmiento, adelantado mayor de Galicia y señor de Ribadavia, por el rey Juan I, en el año 1379.
Las páginas más relevantes de su historia tuvieron lugar en los siglos XV y XVI, con las familias Sarmiento y Soutomaior. Álvaro Páez, hermano de Madruga, asedió el castillo y llevó allí a García Sarmiento, hijo de Diego Páez. Se dice que le tenía atado de manos sobre una mesa a la vista de los defensores, pidiéndoles que le entregasen el castillo, pues de lo contrario le cortaría la cabeza, a lo que le respondieron que lo podía matar que no le iban a dejar entrar.
Las Revueltas Irmandiñas tuvieron lugar en este castillo un destacado protagonismo. Tras sofocarse la revuelta, Diego García Sarmiento reconstruye el castillo pero poco después Pedro Madruga se apoderó de Sobroso, y lo perdió durante su cautiverio en Benavente (1477-1478). Una vez libre, trató infructuosamente de recuperarlo con 5000 infantes y 1000 caballeros, por lo que levantó el vecino castillo de la Picaraña.
Los Reyes Católicos ordenaron su derribo dos veces en 1481 y 1486, pero no se llevó a cabo y la fortaleza pasó a manos de los Sarmiento, señores de Sobroso y Salvatierra a la cabeza de una amplia jurisdicción ante el siglo XVIII. Fue perdiendo paulatinamente su papel defensivo, que fue seguido de un periodo de abandono y progresiva ruina de doscientos años.

### Marquesado
Villasobroso ha sido el origen y corazón de su antiguo señorío, hoy marquesado de Sobroso, título nobiliario del Reino de España concedido por el rey Felipe IV el 18 de mayo de 1625 en la persona de  García Sarmiento de Luna y Sotomayor, señor de Sobroso, II Conde de Salvatierra, en premio a los servicios prestados a la Corona, quien además sería nombrado virrey de México y posteriormente el 20 de septiembre de 1648 pasa a ser el titular del virreinato del Perú. El Marquesado se rehabilitó en 1926, por Alfonso XIII, en la persona de María Rosa Vázquez y Silva, XII Marquesa de Sobroso, descendiente de la Casa de Sobroso, precisamente coincidiendo con la recuperación del título de Villa en 1926 del pueblo de su nombre, Villasobroso, de cuyo honor ya el pueblo disfrutaba en el año 1170, según se da testimonio en una escritura de donación Real otorgada por el Rey Fernando II de León al Obispo de Tuy.

### Abandono y recuperación de la fortaleza por los vecinos de Villasobroso
Al principio del siglo XX, este castillo quedó en poder de la familia de los Híjar y, más tarde, del Conde de Torrecedeira, que en 1923 vendió sus ruinas por 5000 pesetas a un periodista vecino de Villasobroso llamado Alejo Carrera Muñoz, primer alcalde-pedáneo de la entidad local menor de Villasobroso. Alejo Carrera, que se autoproclamó señor de Sobroso, empleó toda su fortuna, en su restauración, construyó un puente y una carretera de acceso hasta la misma fortaleza procediendo a continuación con la restauración de las torres. En la restauración, que se llevó a buen término, desde 1923 a 1967 participaron los vecinos de Villasobroso, y fue todo un ejemplo de altruismo e iniciativa privada, sin ayuda económica alguna del Estado, las autoridades de aquel tiempo tan siquiera le brindaron ayuda técnica orientativa, pero a pesar de ello, hoy es orgullo del histórico patrimonio arquitectónico español.
Alejo Carrera organizaba actividades culturales y literarias; las más destacadas eran siempre, las jornadas celebradas en las vísperas de la noche de San Juan, se reunía con toda la intelectualidad gallega del momento. El castillo estaba abierto a las visitas del incipiente turismo en la zona, protagonizaba eventos de exaltación autóctona gallega, lo promocionó con múltiples publicaciones en castellano, francés, inglés y alemán que enviaba a todos los diferentes centros de turismo y Casas de Galicia de todo el mundo.
Alejo Carrera Muñoz falleció el 18 de julio de 1967 y está enterrado en un mausoleo propiedad de sus herederos en el cementerio parroquial, a la entrada del castillo. A su entierro y funerales asistieron, junto a los vecinos de Villasobroso, autoridades y personalidades de las letras, de la política, del estamento militar e incluso una representación de la familia real española.
Posteriormente, el castillo y su finca fueron adquiridos por 30 millones de pesetas por el Ayuntamiento de Puenteareas en 1981 a Zita Teresa Carrera Ferreira, la única hija heredera de Alejo Carrera. El ayuntamiento realizó nuevas obras de restauración a partir del año 1995.
Hoy este castillo sobroseño, declarado Monumento Nacional en 1949, también es Bien de Interés Cultural de Galicia.

## Descripción
De pequeñas dimensiones y planta poligonal irregular ocupa un espacio de 360 metros cuadrados. Se rodea de un camino empinado que formaba parte de su defensa. Este amplio camino de ronda atraviesa el ángulo nordeste del recinto interior, sostenido por canecillo de piedra. Su estilo es de arte románico. Se compone de tres cuerpos: cerca exterior, cuerpo residencial y la torre de homenaje.
Edificada en buenos perpiaños conserva buena parte de los muros, la entrada de alguna torre defensiva, de planta circular. Se protege por los lados vulnerables con taludes en declive. La muralla exterior en forma ovalada en su lado norte y sigue el primitivo trazo medieval y en el resto forma poligonal resultado de la reconstrucción llevada a cabo en el siglo XV.
Los elementos más antiguos conservados son la galería gótica en la esquina norte de la crujía (arquitectura) rectangular, que parece original y no da restauración hecha en el siglo XIX, y el trazado de las murallas en cremallera que dejó de usarse a finales de siglo XV.Durante las obras de restauración por Alejo Carrera, apareció un escudo del reino de Galicia que hoy corona la entrada principal del espacio amurado. En la puerta situada en el este se encuentra un escudo de los Sarmientos y los Valladares. También se conserva la capilla, de estilo románico y planta rectangular, en el lado norte del patio de armas.

### La torre del homenaje

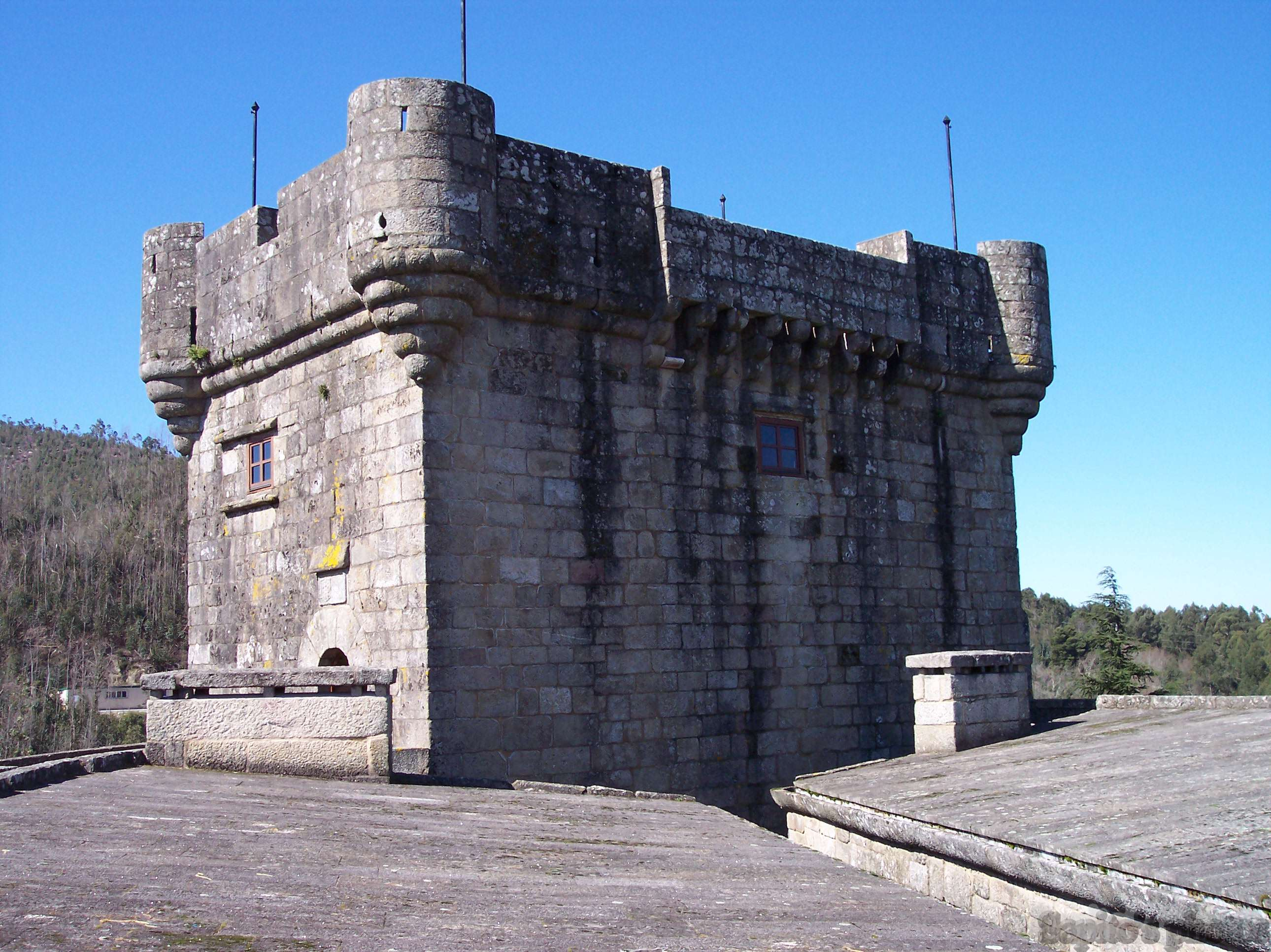
Vista de la torre del homenaje.

La torre del homenaje tiene forma de L y se sitúa al oeste, pegada al cuerpo poligonal. Con una altura de trece metros, está realizada en perpiaños que conservan gran cantidad de marcas de canteros y blasones. Los muros llegaban a tener un espesor de metro y medio. Termina con un parapeto volado de compleja moldura y garitas cilíndricas en las esquinas apoyadas en canecillos escalonados en tronco de cono de estructura similar, en la base, las letrinas de la torre del homenaje del castillo de Puebla de Sanabria, que son de influencia castellana y también se pueden ver en Monterrey, Castro Caldelas y Tebra y con almenas montadas sobre un pretil ciego que se apoya sobre un pequeño voladizo un modo de moldura en cincha.

### El cuerpo residencial
Presenta planta poligonal irregular y se divide internamente en dos andares. El inferior recoge el cuerpo de guardia y presenta aperturas a modo de troneras defensivas. En el interior, en el espacio habitacional destaca la estancia más noble, la sala de los señores —esta sala está dedicada al vecino de Villasobroso D. Alejo Carrera Muñoz, restaurador de la fortaleza desde 1923 a 1967 por expreso deseo de su hija, así consta en la escritura de venta en 1981— hoy en día acondicionada para la celebración de actos sociales y culturales. De esa parte una escalera que lleva una muralla interna compuesta de muros perforados por troneras. Conserva una cocina con lareira, y un decorado dormitorio en lino.

## Protección
Bajo la protección de la Declaración genérica del Decreto de 22 de abril de 1949, y la Ley 16/1985 sobre el Patrimonio Histórico Español

## Bien de Interés Cultural
También la Junta de Galicia, el 3 de julio de 2013, DOG n.º 125, Pág. 26361 lo declara Bien de Interés Cultural.

## Situación actual
En la actualidad se encuentra un excelente estado de conservación y es propiedad del Ayuntamiento de Puenteareas, pero dista siete kilómetros de la Villa del Tea, y está situado dentro del término municipal de Mondariz. Se ha convertido en un lugar en el que se ha recreado la vida medieval y una tradicional casa rural, con lugares dedicados a exponer la artesanía del lino (incluso se puede ver un batán), y otros oficios artesanales configurando un Museo etnográfico, además de un Museo del Traje Gallego y un centro de recuperación de la cultura popular. El conjunto se denomina Centro de Recuperación e Difusión da Cultura Popular. En los alrededores se pueden encontrar hasta sesenta y seis especies arbóreas autóctonas, con el protagonismo de robles y alcornoques.
Además la panorámica que se disfruta desde las torres de esta fortaleza permite contemplar más de cincuenta pueblos de la comarca, hasta la misma frontera de Portugal, con el pueblo de Villasobroso, a sus pies.